# Miconia teotepecensis
Miconia teotepecensis là một loài thực vật có hoa trong họ Mua. Loài này được J.R. Santiago mô tả khoa học đầu tiên năm 2000.